# Jordan McRae
Jordan Tyler McRae (ur. 28 marca 1991 w Savannah) – amerykański koszykarz, występujący na pozycji rzucającego obrońcy, mistrz NBA z 2016, obecnie zawodnik Boulogne-Levallois Metropolitans.
W 2014 i 2015 reprezentował zespół Philadelphia 76ers, podczas letnich lig NBA w Las Vegas oraz Salt Lake City.
26 stycznia 2016, jako zawodnik Delaware 87ers, zdobywając 61 punktów, ustanowił rekord D-League pod względem liczby punktów w jednym meczu (rekord ten został pobity w marcu 2016 przez Russa Smitha). 29 stycznia 2016 podpisał 10-dniową umowę z zespołem Phoenix Suns. 28 lutego 2016 zawarł 10-dniowy kontrakt z Cleveland Cavaliers, a 9 marca podpisał kilkuletnią umowę z klubem.
1 marca 2017 został zwolniony przez klub z Ohio.
20 września 2018 podpisał umowę z Washington Wizards na występy zarówno w NBA, jak i zespole G-League – Capital City Go-Go.
6 lutego 2020 został wytransferowany do Denver Nuggets. 2 marca 2020 został zwolniony. 4 marca zawarł kontrakt z Detroit Pistons.
27 grudnia 2020 został zawodnikiem chińskiego Beijing Ducks. 22 sierpnia 2021 dołączył do francuskiego Boulogne-Levallois Metropolitans.

## Osiągnięcia
Stan na 23 sierpnia 2021, na podstawie, o ile nie zaznaczono inaczej.
NCAA
- Uczestnik:
  - rozgrywek Sweet Sixteen turnieju NCAA (2014)
  - turnieju NCAA (2011, 2014)
- Zaliczony do składu I składu SEC (2013, 2014)

Drużynowe
- Mistrz NBA (2016)[14]

Indywidualne
- Uczestnik meczu gwiazd D-League (2016)[15]
- Zaliczony do:
  - I składu G-League (2019)[16]
  - II składu:
    - NBL (2015)
    - letniej ligi NBA (2014)
- Lider strzelców:
  - ligi australijskiej (2015)
  - G-League (2019)